# Бульбина мезембриантемовидная
Бульбина мезембриантемовидная (лат. Bulbine mesembryanthemoides) — вид суккулентных растений рода Бульбина (Bulbine), семейства Асфоделовые (Asphodelaceae), произрастающий на территории ЮАР (Капская провинциия).

## Название
Родовое латинское название Bulbine происходит от др.-греч. βολβός, (bolbós) — «луковица», имея в виду клубень в форме луковицы у многих представителей данного рода.
Видовой латинский эпитет mesembryanthemoides переводится как «мезембриантемовидная»; похожая на Мезембриантемум (Mesembryanthemum). Иногда встречается как mesembryanthoides.
Благодаря полупрозрачности листьев суккулент получил местное африканское название waterglasie — «маленькое жидкое стекло».

## Описание

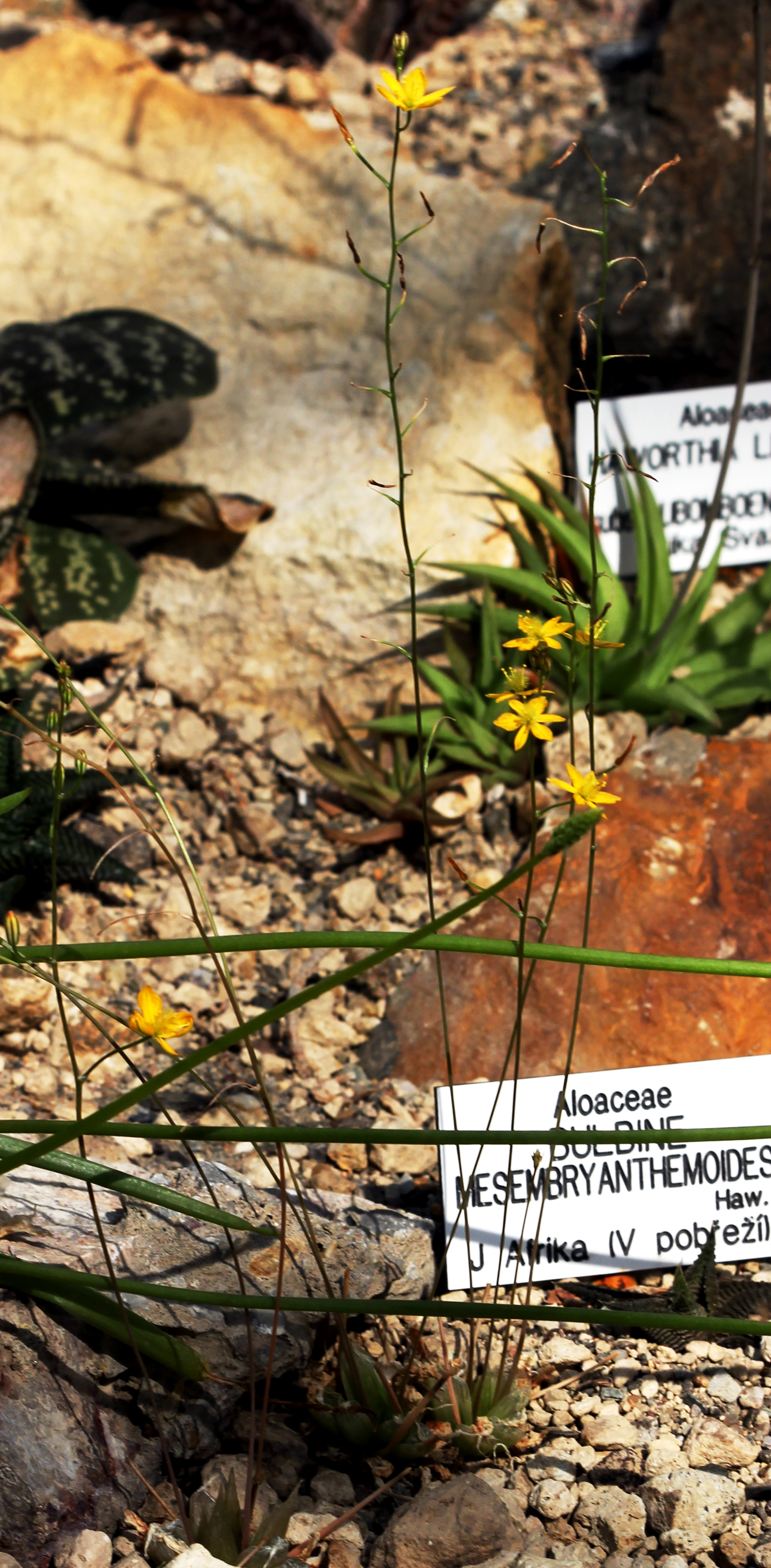
Соцветие

Бульбина мезембриантемовидная — небольшой бесстебельный суккулент-геофит, высотой до 25 см, с розетковидными мясистыми листьями. В период засухи листья погребаются почти полностью, оставляя только кончики, которые пропускают свет внутрь тела. Клубни мясистые, от шаровидных до дельтовидных, с 3-5 яйцевидными сужающимися долями, диаметром 1-2 см высотой, серо-белые. Корни мочковатые, мясистые, цилиндрические, жёлто-зелёные. Листьев от 1-4, имеют размер 1,5-3 х 1-2 см, яйцевидно-ланцетные, прямостоячие, неравные и на вершине острые, усечённые или вогнутые; могут быть желтовато-зелёными или розовато-серыми.
Соцветия прямостоячие, высотой до 20 см содержащие от 1 до 7 цветков. Цветки звездчатой формы, золотисто-желтые, от 8 до 10 мм. Пыльники и рыльце желтые. Плод — яйцевидная коробочка, содержит несколько черных семян. Созревшие семена разносятся ветром..

## Распространение и экология
Растение субтропического биома.
Вид произрастает как на восточных, так и на западных каменистых склонах. Его можно найти в трещинах скал, на равнинах, под кустами или на выступах скал. Растет в глинистых или песчаниковых почвах, в суккулентной растительности Кару и финбос, на высоте от 125 до 1 395 м над уровнем моря. 
Бульбина мезембриантемовидная имеет листья, почти находящиеся на уровне земли, что затрудняет обнаружение растения в периоды, когда оно не цветет. Фактически, это геофит, который в засушливый сезон уходит под землю, формируя подповерхностный клубень (летний период покоя). После первых существенных дождей растение начинает расти и выходит на поверхность с характерными «окнами» на сочных листьях. Эти «окна» пропускают свет и являются фотосинтетическими поверхностями, в то время как основная часть растения остается под землей, вдали от хищников и травоядных животных и для предотвращения высыхания.
Сочные листья придают этому виду желеобразный вид. Они служат пищей для мышей в периоды недостатка воды, а также являются привлекательными для травоядных, таких как кролики и небольшие антилопы.
Привлекательные золотисто-желтые цветки опыляются пчелами. Распространение семян осуществляется с помощью ветра.

## Таксономия
Bulbine mesembryanthemoides Haw., первое упоминание в Philos. Mag. J. 65: 31 (1825).

### Синонимы
Гетеротипные (основанные на разных номенклатурных типах):
- Anthericum mesembryanthemoides Baker (1872)
- Bulbine orchioides Drège ex Poelln. (1944)

### Подвиды
Имеет 2 подвида:
- Bulbine mesembryanthoides subsp. mesembryanthemoides
- Bulbine mesembryanthoides subsp. namaquensis G.Will. — отличается наличием не более 2 листьев и формой листьев, при которой один лист значительно меньше другого. Соцветие короче (высотой 50–100 мм) и несет от 1 до 7 цветков, а нити имеют двойные пучки волос. Растение произрастает в галечных местах, преимущественно в южном Рихтерсвельде, а также в Северном Кейпе[8].

## Выращивание и уход
Этот малоизвестный вид редко встречается в питомниках, и местные садоводы имеют о нем небольшое представление. Хотя семена можно найти у нескольких онлайн-продавцов, знакомых с этим видом, большинство людей, которые выращивают его, продают его коллекционерам суккулентов.
Из-за своих миниатюрных размеров Бульбину мезембриантемовидную лучше всего выращивать в горшках, а не в открытом грунте.
Летом оптимально содержание при 23-25°С, зимой, когда растение находится в состоянии покоя, желательно поддерживать температуру около 10-14°С. Необходим яркий свет, лучше всего разместить растение на южном, юго-западном окне, хотя оно сможет расти и на восточной, и на западной стороне. Зимой, в период покоя можно перенести в более темное место. Листья бледнеют и вытягиваются при недостатке света. Растение может поражаться грибковыми инфекциями при выращивании на холоде в условиях избыточного увлажнения.